# Giamaica ai Giochi della XXVIII Olimpiade
La Giamaica partecipò ai Giochi della XXVIII Olimpiade, svoltisi ad Atene, Grecia, dal 13 al 29 agosto 2004, con una delegazione di 47 atleti impegnati in quattro discipline.

## Medaglie
Medaglie d'oro
| Medaglia | Nome                                                                            | Sport            | Evento                          |
| -------- | ------------------------------------------------------------------------------- | ---------------- | ------------------------------- |
| Oro      | Veronica Campbell                                                               | Atletica leggera | 200 metri piani femminili       |
| Oro      | Aleen Bailey Veronica Campbell Tayna Lawrence Beverly McDonald* Sherone Simpson | Atletica leggera | Staffetta 4×100 metri femminile |

* Presente solo in batteria.
Medaglie d'argento
| Medaglia | Nome            | Sport            | Evento                      |
| -------- | --------------- | ---------------- | --------------------------- |
| Argento  | Danny McFarlane | Atletica leggera | 400 metri ostacoli maschili |

Medaglie di bronzo
| Medaglia | Nome                                                                       | Sport            | Evento                          |
| -------- | -------------------------------------------------------------------------- | ---------------- | ------------------------------- |
| Bronzo   | Veronica Campbell                                                          | Atletica leggera | 100 metri piani femminili       |
| Bronzo   | Michelle Burgher Nadia Davy Sandie Richards Ronetta Smith Novlene Williams | Atletica leggera | Staffetta 4×400 metri femminile |

## Delegazione
| Sport            | Uomini | Donne | Totale |
| ---------------- | ------ | ----- | ------ |
| Atletica leggera | 21     | 20    | 41     |
| Badminton        | -      | 1     | 1      |
| Nuoto            | 1      | 3     | 4      |
| Tiro             | -      | 1     | 1      |
| Totale           | 22     | 25    | 47     |

## Risultati

### Atletica leggera
| Q | Qualificato al turno successivo per la Classifica in qualificazione                                                          |
| q | Qualificato per il turno successivo per ripescaggio o, negli eventi su campo, conquistando la misura minima per qualificarsi |

Maschile
Eventi su pista e strada
| Atleta                                                             | Evento            | Batteria  | Batteria   | Quarti di finale | Quarti di finale | Semifinale      | Semifinale      | Finale          | Finale          |
| Atleta                                                             | Evento            | Risultato | Classifica | Risultato        | Classifica       | Risultato       | Classifica      | Risultato       | Classifica      |
| ------------------------------------------------------------------ | ----------------- | --------- | ---------- | ---------------- | ---------------- | --------------- | --------------- | --------------- | --------------- |
| Michael Frater                                                     | 100 m piani       | 10"20     | 2º Q       | 10"11            | 3º Q             | 10"29           | 6º              | non qualificato | non qualificato |
| Asafa Powell                                                       | 100 m piani       | 10"06     | 1º Q       | 9"99             | 2º Q             | 9"95            | 1º Q            | 9"94            | 5º              |
| Dwight Thomas                                                      | 100 m piani       | 10"21     | 2º Q       | 10"12            | 3º Q             | 10"28           | 7º              | non qualificato | non qualificato |
| Usain Bolt                                                         | 200 m piani       | 21"05     | 5º         | non qualificato  | non qualificato  | non qualificato | non qualificato | non qualificato | non qualificato |
| Asafa Powell                                                       | 200 m piani       | 20"77     | 4º Q       | 20"23            | 2º Q             | 20"56           | 4º Q            | dns             | -               |
| Christopher Williams                                               | 200 m piani       | 20"57     | 2º Q       | 20"34            | 4º Q             | 20"80           | 6º              | non qualificato | non qualificato |
| Michael Blackwood                                                  | 400 m piani       | 45"23     | 1º Q       | N.D.             | N.D.             | 45"00           | 2º Q            | 45"55           | 8º              |
| Davian Clarke                                                      | 400 m piani       | 45"54     | 2º Q       | N.D.             | N.D.             | 45"27           | 2º Q            | 44"83           | 6º              |
| Brandon Simpson                                                    | 400 m piani       | 45"61     | 2º Q       | N.D.             | N.D.             | 44"97           | 1º Q            | 44"76           | 5º              |
| Richard Phillips                                                   | 110 m ostacoli    | 13"39     | 2º Q       | 13"44            | 3º Q             | 13"47           | 6º              | non qualificato | non qualificato |
| Chris Pinnock                                                      | 110 m ostacoli    | 13"42     | 3º Q       | 13"47            | 4º Q             | 13"57           | 8º              | non qualificato | non qualificato |
| Maurice Wignall                                                    | 110 m ostacoli    | 13"30     | 1º Q       | 13"39            | 3º Q             | 13"17           | 1º Q            | 13"21           | 4º              |
| Dean Griffiths                                                     | 400 m ostacoli    | 49"41     | 5º q       | N.D.             | N.D.             | 49"51           | 8º              | non qualificato | non qualificato |
| Danny McFarlane                                                    | 400 m ostacoli    | 48"53     | 1º Q       | N.D.             | N.D.             | 48"00           | 1º Q            | 48"11           | Argento         |
| Kemel Thompson                                                     | 400 m ostacoli    | 48"66     | 1º Q       | N.D.             | N.D.             | 48"25           | 4º              | non qualificato | non qualificato |
| Michael Frater Patrick Jarrett Winston Smith Dwight Thomas         | Staffetta 4×100 m | 38"71     | 4º         | N.D.             | N.D.             | N.D.            | N.D.            | non qualificati | non qualificati |
| Michael Blackwood Michael Campbell Davian Clarke Jermaine Gonzales | Staffetta 4×400 m | dq        | -          | N.D.             | N.D.             | N.D.            | N.D.            | non qualificati | non qualificati |

Eventi sul campo
| Atleta         | Evento         | Qualificazioni | Qualificazioni | Finale   | Finale     |
| Atleta         | Evento         | Distanza       | Classifica     | Distanza | Classifica |
| -------------- | -------------- | -------------- | -------------- | -------- | ---------- |
| James Beckford | Salto in lungo | 8,20           | 4º Q           | 8,31     | 4º         |

Prove multiple – Decathlon
| Atleta          | Evento    | 100 m | Salto in lungo | Getto del peso | Salto in alto | 400 m | 110 m ostacoli | Lancio del disco | Salto con l'asta | Lancio del giavellotto | 1500 m  | Finale | Classifica |
| --------------- | --------- | ----- | -------------- | -------------- | ------------- | ----- | -------------- | ---------------- | ---------------- | ---------------------- | ------- | ------ | ---------- |
| Claston Bernard | Risultato | 10"69 | 7,48           | 14,80          | 2,12          | 49"13 | 14"17          | 44,75            | 4,40             | 55,27                  | 4'36"31 | 8225   | 9º         |
| Claston Bernard | Punti     | 931   | 930            | 777            | 915           | 855   | 953            | 762              | 731              | 667                    | 704     | 8225   | 9º         |
| Maurice Smith   | Risultato | 10"85 | 6,81           | 15,24          | 1,91          | 49"27 | 14"01          | 49,02            | 4,20             | 61,52                  | 4'32"74 | 8023   | 14º        |
| Maurice Smith   | Punti     | 894   | 769            | 804            | 723           | 849   | 973            | 850              | 673              | 761                    | 727     | 8023   | 14º        |

Femminile
Eventi su pista e strada
| Atleta                                                                          | Evento            | Batteria  | Batteria   | Quarti di finale | Quarti di finale | Semifinale      | Semifinale      | Finale          | Finale          |
| Atleta                                                                          | Evento            | Risultato | Classifica | Risultato        | Classifica       | Risultato       | Classifica      | Risultato       | Classifica      |
| ------------------------------------------------------------------------------- | ----------------- | --------- | ---------- | ---------------- | ---------------- | --------------- | --------------- | --------------- | --------------- |
| Aleen Bailey                                                                    | 100 m piani       | 11"20     | 1ª Q       | 11"12            | 2ª Q             | 11"13           | 3ª Q            | 11"05           | 5ª              |
| Veronica Campbell                                                               | 100 m piani       | 11"17     | 1ª Q       | 11"18            | 2ª Q             | 10"93           | 2ª Q            | 10"97           | Bronzo          |
| Sherone Simpson                                                                 | 100 m piani       | 11"27     | 2ª Q       | 11"09            | 1ª Q             | 11"03           | 2ª Q            | 11"07           | 6ª              |
| Aleen Bailey                                                                    | 200 m piani       | 22"73     | 1ª Q       | 22"97            | 2ª Q             | 22"33           | 2ª Q            | 22"42           | 4ª              |
| Veronica Campbell                                                               | 200 m piani       | 22"59     | 1ª Q       | 22"49            | 1ª Q             | 22"13           | 1ª Q            | 22"05           | Oro             |
| Beverly McDonald                                                                | 200 m piani       | 22"90     | 2ª Q       | 22"99            | 3ª Q             | 23"02           | 6ª              | non qualificata | non qualificata |
| Allison Beckford                                                                | 400 m piani       | 52"85     | 5ª         | N.D.             | N.D.             | non qualificata | non qualificata | non qualificata | non qualificata |
| Nadia Davy                                                                      | 400 m piani       | 52"04     | 4ª         | N.D.             | N.D.             | non qualificata | non qualificata | non qualificata | non qualificata |
| Novlene Williams                                                                | 400 m piani       | 50"59     | 3ª Q       | N.D.             | N.D.             | 50"85           | 3               | non qualificata | non qualificata |
| Michelle Ballentine                                                             | 800 m piani       | 2'01"52   | 3ª Q       | N.D.             | N.D.             | 2'00"94         | 8ª              | non qualificata | non qualificata |
| Delloreen Ennis-London                                                          | 100 m ostacoli    | 12"77     | 2ª Q       | N.D.             | N.D.             | 12"60           | 5ª              | non qualificata | non qualificata |
| Brigitte Foster                                                                 | 100 m ostacoli    | 12"83     | 1ª Q       | N.D.             | N.D.             | dns             | -               | non qualificata | non qualificata |
| Lacena Golding-Clarke                                                           | 100 m ostacoli    | 12"86     | 3ª Q       | N.D.             | N.D.             | 12"69           | 3ª Q            | 12"73           | 5ª              |
| Patricia Allen                                                                  | 400 m ostacoli    | 56"40     | 6ª         | N.D.             | N.D.             | non qualificata | non qualificata | non qualificata | non qualificata |
| Debbie-Ann Parris-Thymes                                                        | 400 m ostacoli    | 55"21     | 4ª Q       | N.D.             | N.D.             | 54"99           | 7ª              | non qualificata | non qualificata |
| Shevon Stoddart                                                                 | 400 m ostacoli    | 56"61     | 5ª         | N.D.             | N.D.             | non qualificata | non qualificata | non qualificata | non qualificata |
| Aleen Bailey Veronica Campbell Tayna Lawrence Beverly McDonald* Sherone Simpson | Staffetta 4×100 m | 42"20     | 2ª Q       | N.D.             | N.D.             | N.D.            | N.D.            | 41"73           | Oro             |
| Michelle Burgher Nadia Davy Sandie Richards Ronetta Smith* Novlene Williams     | Staffetta 4×400 m | 3'24"92   | 2ª Q       | N.D.             | N.D.             | N.D.            | N.D.            | 3'22"00         | Bronzo          |

* Presente solo in batteria
Eventi sul campo
| Atleta           | Evento         | Qualificazioni | Qualificazioni | Finale          | Finale          |
| Atleta           | Evento         | Distanza       | Classifica     | Distanza        | Classifica      |
| ---------------- | -------------- | -------------- | -------------- | --------------- | --------------- |
| Trecia Smith     | Salto triplo   | 14,65          | 7ª Q           | 15,02           | 4ª              |
| Kimberly Barrett | Getto del peso | 16,45          | 27ª            | non qualificata | non qualificata |

### Badminton
| Atleta           | Evento            | Sedicesimi di finale      | Ottavi di finale     | Quarti di finale     | Semifinali           | Finale / FB          | Finale / FB     |
| Atleta           | Evento            | Avversaria Punteggio      | Avversaria Punteggio | Avversaria Punteggio | Avversaria Punteggio | Avversaria Punteggio | Classifica      |
| ---------------- | ----------------- | ------------------------- | -------------------- | -------------------- | -------------------- | -------------------- | --------------- |
| Nigella Saunders | Singolo femminile | Audina (NED) P 4–11, 1–11 | non qualificata      | non qualificata      | non qualificata      | non qualificata      | non qualificata |

### Nuoto
Maschile
| Atleta         | Evento            | Batteria  | Batteria   | Semifinale      | Semifinale      | Finale          | Finale          |
| Atleta         | Evento            | Risultato | Classifica | Risultato       | Classifica      | Risultato       | Classifica      |
| -------------- | ----------------- | --------- | ---------- | --------------- | --------------- | --------------- | --------------- |
| Jevon Atkinson | 50 m stile libero | 23"61     | 51º        | non qualificata | non qualificata | non qualificata | non qualificata |

Femminile
| Atleta           | Evento             | Batteria  | Batteria   | Semifinale      | Semifinale      | Finale          | Finale          |
| Atleta           | Evento             | Risultato | Classifica | Risultato       | Classifica      | Risultato       | Classifica      |
| ---------------- | ------------------ | --------- | ---------- | --------------- | --------------- | --------------- | --------------- |
| Alia Atkinson    | 50 m stile libero  | 27"21     | 44ª        | non qualificata | non qualificata | non qualificata | non qualificata |
| Alia Atkinson    | 100 m rana         | 1'12"53   | 32ª        | non qualificata | non qualificata | non qualificata | non qualificata |
| Angela Chuck     | 100 m stile libero | 58"33     | 39ª        | non qualificata | non qualificata | non qualificata | non qualificata |
| Janelle Atkinson | 200 m stile libero | 2'04"06   | 30ª        | non qualificata | non qualificata | non qualificata | non qualificata |
| Janelle Atkinson | 400 m stile libero | 4'20"00   | 28ª        | N.D.            | N.D.            | non qualificata | non qualificata |

### Tiro a segno/volo
Femminile
| Atleta         | Evento                           | Qualificazioni | Qualificazioni | Finale          | Finale          |
| Atleta         | Evento                           | Punteggio      | Classifica     | Punteggio       | Classifica      |
| -------------- | -------------------------------- | -------------- | -------------- | --------------- | --------------- |
| Dawn Kobayashi | Carabina 10 metri aria compressa | 383            | =41ª           | non qualificata | non qualificata |